# Kuoddujaure
Kuoddujaure är en sjö i Arjeplogs kommun i Lappland och ingår i Piteälvens huvudavrinningsområde. Sjön har en area på 5,44 kvadratkilometer och ligger 475 meter över havet. Kuoddujaure ligger i Piteälven Natura 2000-område. Sjön avvattnas av vattendraget Piteälven.

## Delavrinningsområde
Kuoddujaure ingår i det delavrinningsområde (741230-155743) som SMHI kallar för Utloppet av Kuoddujaure. Medelhöjden är 753 meter över havet och ytan är 57,96 kvadratkilometer. Räknas de 86 avrinningsområdena uppströms in blir den ackumulerade arean 1 494,22 kvadratkilometer. Avrinningsområdets utflöde Piteälven mynnar i havet. Avrinningsområdet består mestadels av skog (29 procent) och kalfjäll (60 procent). Avrinningsområdet har 6,3 kvadratkilometer vattenytor vilket ger det en sjöprocent på 10,9 procent.